# Gabala aurantica
Gabala aurantica är en fjärilsart som beskrevs av Walter Karl Johann Roepke. Gabala aurantica ingår i släktet Gabala och familjen trågspinnare. Inga underarter finns listade i Catalogue of Life.